# Chrysosoma vanum
Chrysosoma vanum är en tvåvingeart som beskrevs av Octave Parent 1941. Chrysosoma vanum ingår i släktet Chrysosoma och familjen styltflugor. Inga underarter finns listade i Catalogue of Life.